# بزرگراه ۶ (اسرائیل)

نماد جاده عوارض اسرائیل با نماد «شکل» از نقره جدید اسرائیل

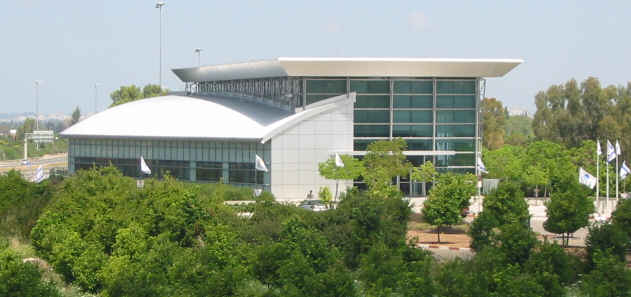
دفتر مرکزی و مرکز کنترل در نزدیکی روشن هائین

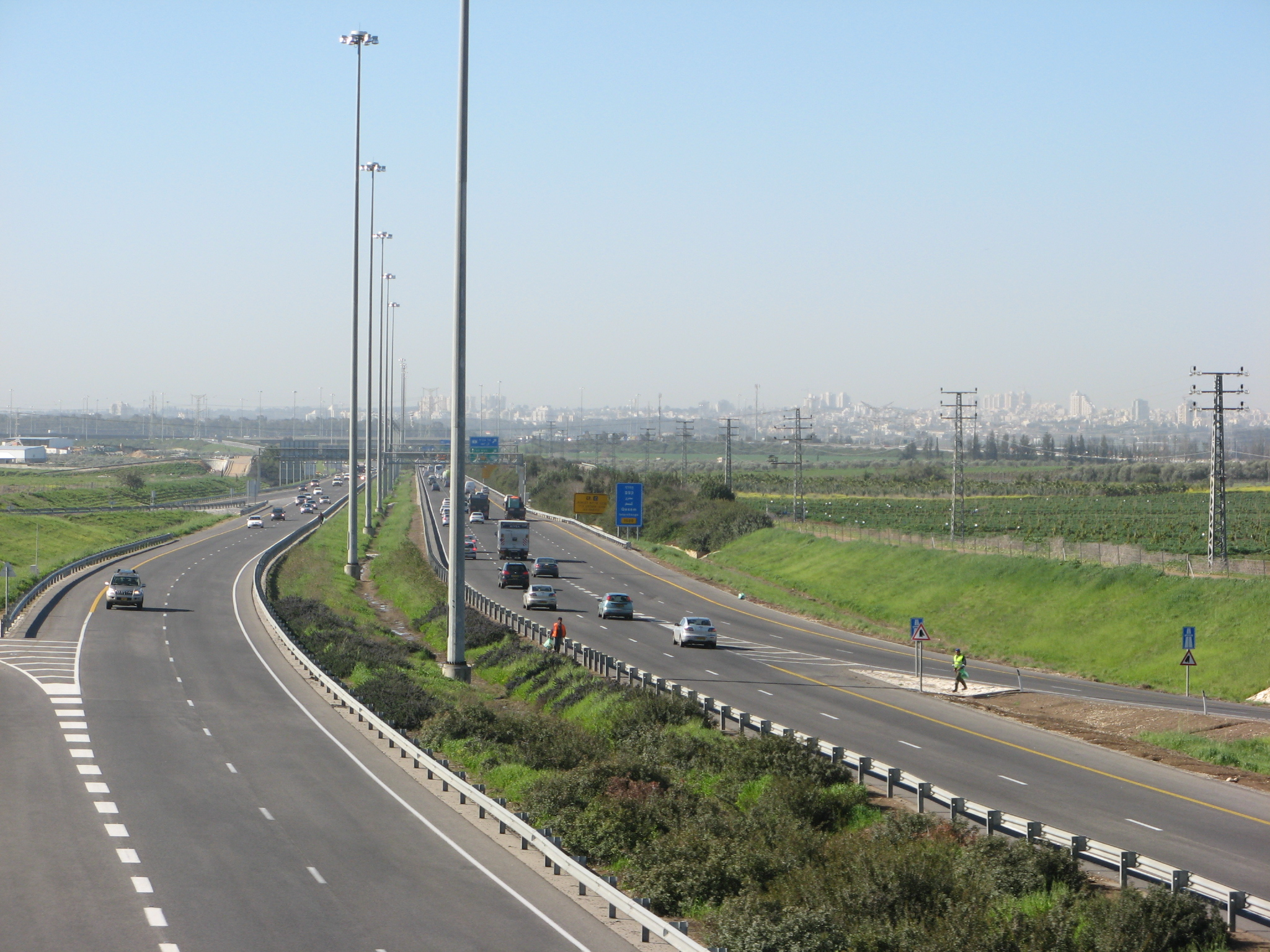
بزرگراه نزدیک تبادل اورشلیم

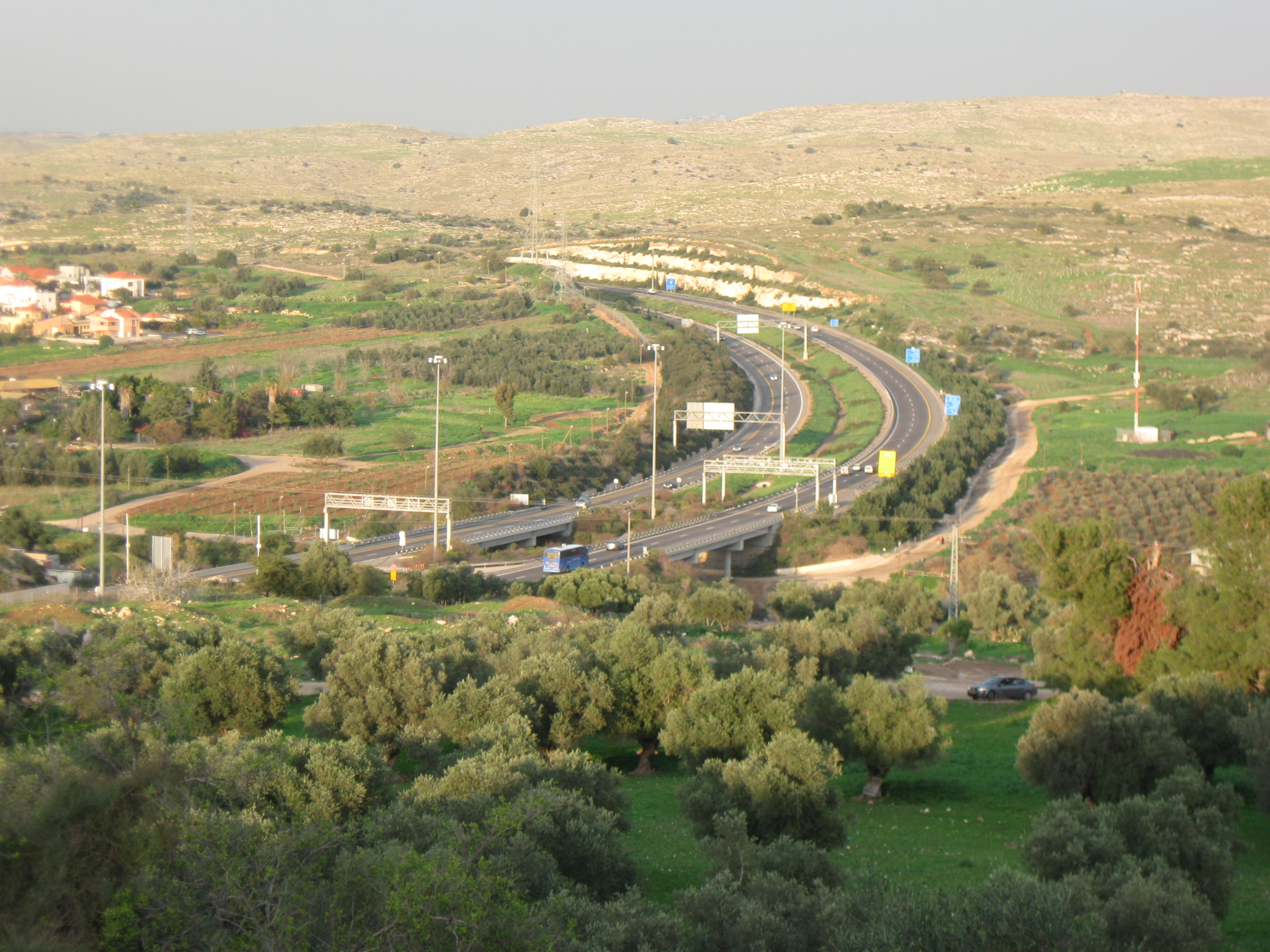
کویشش

بزرگراه ۶ (عبری: כביש ۶‎، Kvish شش)، همچنین به عنوان بزرگراه ترانس اسرائیل یا بزرگراه سراسری اسرائیل (شناخته شده به عبری: כביש חוצה ישראל‎، کویش أوتزه یسرائل) یک بزرگراه بزرگ الکترونیکی در اسرائیل است. بزرگراه ۶ اولین جاده ساخت و ساز و کار انتقال و ساخت اسرائیل است که در ازای دریافت امتیاز برای جمع‌آوری عوارض در بزرگراه برای مدت معینی در سال، عمدتاً توسط بخش خصوصی انجام شده‌است. همچنین یکی از بزرگترین پروژه‌های زیرساختی است که در اسرائیل انجام شده‌است.

## تاریخ
بزرگراه شماره ۶ به عنوان اسحاق رابین بزرگراه (اختصاص داده شده بود عبری: כביש יצחק רבין‎، Kvish Yitzḥak Rabin)، اگرچه این نام معمولاً مورد استفاده قرار نمی‌گیرد. این شروع ساخت از سال ۲۰۰۲ آغاز شد و با پیشرفت در ساخت و ساز در بخش‌های جدید ادامه یافته‌است. پایانه جنوبی جنوبی در Shoket Interchange است که در نوامبر سال ۲۰۱۶ افتتاح شد. پایانه شمالی، تبادل تل کاشیش است که در ۱۴ نوامبر ۲۰۱۸ افتتاح شد، جایی که هم‌اکنون بزرگراه در بزرگراه ۷۰ به سمت شمال غربی ادغام می‌شود. پیش‌بینی می‌شود یک گسترش دیگر شمالی تا Somech Interchange در اوایل سال ۲۰۱۹ باز شود.

## اهداف
هدف از بزرگراه تأمین یک کریدور حمل و نقل کارآمد شمال به جنوب در کشور و در عین حال این امکان را برای رانندگان فراهم می‌کند تا از منطقه تل آویو تحت تأثیر ترافیک واقع در مرکز کشور دور بزنند. از این رو این بزرگراه شرقی‌ترین قسمت اسرائیل است، در بعضی از مناطق واقع در خط سبز واقع شده‌است. در حال حاضر بزرگراه ۱۶۷ است کیلومتر طول دارد، همه یک بزرگراه با دسترسی کنترل شده‌است. این رقم در چند سال آینده با افزایش بخش‌های اضافی هم به سمت شمال و هم از سمت جنوب از بخش فعلی جاده افزایش می‌یابد. تا تاریخ ۲۰۱۳ برخی از بخش‌ها در حال ساخت بودند و برخی دیگر در حال تصویب قانونی و مراحل مجاز بودند.